# Giải quần vợt Mỹ Mở rộng 2019 - Kết quả theo ngày
Dưới đây là kết quả theo từng ngày của Giải quần vợt Mỹ Mở rộng 2019

## Ngày 1 (26 tháng 8)
- Hạt giống bị loại:
  - Đơn nam:  Fabio Fognini [11],  Guido Pella [19],  Taylor Fritz [26]
  - Đơn nữ:  Angelique Kerber [14],  Caroline Garcia [27]
- Lịch thi đấu Lưu trữ ngày 27 tháng 8 năm 2019 tại Wayback Machine

| Trận đấu trên sân chính                           | Trận đấu trên sân chính       | Trận đấu trên sân chính       | Trận đấu trên sân chính       |
| Trận đấu trên sân Arthur Ashe                     | Trận đấu trên sân Arthur Ashe | Trận đấu trên sân Arthur Ashe | Trận đấu trên sân Arthur Ashe |
| Sự kiện                                           | Thắng                         | Thua                          | Tỷ số                         |
| ------------------------------------------------- | ----------------------------- | ----------------------------- | ----------------------------- |
| Vòng 1 đơn nữ                                     | Ashleigh Barty [2]            | Zarina Diyas                  | 1–6, 6–3, 6–2                 |
| Vòng 1 đơn nam                                    | Novak Djokovic [1]            | Roberto Carballés Baena       | 6–4, 6–1, 6–4                 |
| Lễ khai mạc Giải quần vợt Mỹ Mở rộng 2019         |                               |                               |                               |
| Vòng 1 đơn nữ                                     | Serena Williams [8]           | Maria Sharapova               | 6–1, 6–1                      |
| Vòng 1 đơn nam                                    | Roger Federer [3]             | Sumit Nagal [Q]               | 4–6, 6–1, 6–2, 6–4            |
| Trận đấu trên sân Louis Armstrong                 |                               |                               |                               |
| Sự kiện                                           | Thắng                         | Thua                          | Tỷ số                         |
| Vòng 1 đơn nữ                                     | Karolína Plíšková [3]         | Tereza Martincová [Q]         | 7–6(8–6), 7–6(7–3)            |
| Vòng 1 đơn nam                                    | Daniil Medvedev [5]           | Prajnesh Gunneswaran          | 6–4, 6–1, 6–2                 |
| Vòng 1 đơn nữ                                     | Venus Williams                | Zheng Saisai                  | 6–1, 6–0                      |
| Vòng 1 đơn nam                                    | Stan Wawrinka [23]            | Jannik Sinner [Q]             | 6–3, 7–6(7–4), 4–6, 6–3       |
| Vòng 1 đơn nữ                                     | Madison Keys [10]             | Misaki Doi                    | 7–5, 6–0                      |
| Trận đấu trên sân Grandstand                      |                               |                               |                               |
| Sự kiện                                           | Thắng                         | Thua                          | Tỷ số                         |
| Vòng 1 đơn nam                                    | Kei Nishikori [7]             | Marco Trungelliti [Q]         | 6–1, 4–1, bỏ cuộc             |
| Vòng 1 đơn nữ                                     | Kristina Mladenovic           | Angelique Kerber [14]         | 7–5, 0–6, 6–4                 |
| Vòng 1 đơn nam                                    | Juan Ignacio Londero          | Sam Querrey                   | 3–6, 6–1, 7–6(7–3), 7–5       |
| Vòng 1 đơn nữ                                     | Sofia Kenin [20]              | CoCo Vandeweghe [PR]          | 7–6(7–4), 6–3                 |
| Trận đấu tô màu nền là buổi tối                   |                               |                               |                               |
| Trận đấu buổi sáng lúc 11am, buổi tối lúc 7pm EDT |                               |                               |                               |

## Ngày 2 (27 tháng 8)
- Hạt giống bị loại:
  - Đơn nam:  Dominic Thiem [4],  Stefanos Tsitsipas [8],  Karen Khachanov [9],  Roberto Bautista Agut [10],  Félix Auger-Aliassime [18],  Kyle Edmund [30]
  - Đơn nữ:  Sloane Stephens [11],  Garbiñe Muguruza [24],  Carla Suárez Navarro [28],  Barbora Strýcová [31]
- Lịch thi đấu Lưu trữ ngày 29 tháng 8 năm 2019 tại Wayback Machine

| Trận đấu trên sân chính                           | Trận đấu trên sân chính       | Trận đấu trên sân chính       | Trận đấu trên sân chính       |
| Trận đấu trên sân Arthur Ashe                     | Trận đấu trên sân Arthur Ashe | Trận đấu trên sân Arthur Ashe | Trận đấu trên sân Arthur Ashe |
| Sự kiện                                           | Thắng                         | Thua                          | Tỷ số                         |
| ------------------------------------------------- | ----------------------------- | ----------------------------- | ----------------------------- |
| Vòng 1 đơn nữ                                     | Naomi Osaka [1]               | Anna Blinkova                 | 6−4, 6−7(5−7), 6−2            |
| Vòng 1 đơn nam                                    | Thomas Fabbiano               | Dominic Thiem [4]             | 6−4, 3−6, 6−3, 6−2            |
| Vòng 1 đơn nam                                    | Rafael Nadal [2]              | John Millman                  | 6–3, 6–2, 6–2                 |
| Vòng 1 đơn nữ                                     | Anna Kalinskaya [Q]           | Sloane Stephens [11]          | 6–3, 6–4                      |
| Trận đấu trên sân Louis Armstrong                 |                               |                               |                               |
| Sự kiện                                           | Thắng                         | Thua                          | Tỷ số                         |
| Vòng 1 đơn nam                                    | Andrey Rublev                 | Stefanos Tsitsipas [8]        | 6−4, 6−7(5−7), 7−6(9−7), 7−5  |
| Vòng 1 đơn nữ                                     | Simona Halep [4]              | Nicole Gibbs [LL]             | 6−3, 3−6, 6−2                 |
| Vòng 1 đơn nữ                                     | Cori Gauff [WC]               | Anastasia Potapova            | 3–6, 6–2, 6–4                 |
| Vòng 1 đơn nữ                                     | Aryna Sabalenka [9]           | Victoria Azarenka             | 3–6, 6–3, 6–4                 |
| Vòng 1 đơn nam                                    | Nick Kyrgios [28]             | Steve Johnson                 | 6–3, 7–6(7–1), 6–4            |
| Trận đấu trên sân Grandstand                      |                               |                               |                               |
| Sự kiện                                           | Thắng                         | Thua                          | Tỷ số                         |
| Vòng 1 đơn nữ                                     | Alison Riske                  | Garbiñe Muguruza [24]         | 2–6, 6–1, 6–3                 |
| Vòng 1 đơn nam                                    | John Isner [14]               | Guillermo García López [Q]    | 6–3, 6–4, 6–4                 |
| Vòng 1 đơn nữ                                     | Caroline Wozniacki [19]       | Wang Yafan                    | 1–6, 7–5, 6–3                 |
| Vòng 1 đơn nam                                    | Denis Shapovalov              | Félix Auger-Aliassime [18]    | 6–1, 6–1, 6–4                 |
| Trận đấu tô màu nền là buổi tối                   |                               |                               |                               |
| Trận đấu buổi sáng lúc 11am, buổi tối lúc 7pm EDT |                               |                               |                               |

## Ngày 3 (28 tháng 8)
- Hạt giống bị loại:
  - Đơn nam:  Borna Ćorić [12]
- Lịch thi đấu Lưu trữ ngày 29 tháng 8 năm 2019 tại Wayback Machine

| Trận đấu trên sân chính                           | Trận đấu trên sân chính       | Trận đấu trên sân chính       | Trận đấu trên sân chính       |
| Trận đấu trên sân Arthur Ashe                     | Trận đấu trên sân Arthur Ashe | Trận đấu trên sân Arthur Ashe | Trận đấu trên sân Arthur Ashe |
| Sự kiện                                           | Thắng                         | Thua                          | Tỷ số                         |
| ------------------------------------------------- | ----------------------------- | ----------------------------- | ----------------------------- |
| Vòng 2 đơn nữ                                     | Karolína Plíšková [3]         | Mariam Bolkvadze [Q]          | 6–1, 6–4                      |
| Vòng 2 đơn nam                                    | Roger Federer [3]             | Damir Džumhur                 | 3–6, 6–2, 6–3, 6–4            |
| Vòng 2 đơn nam                                    | Novak Djokovic [1]            | Juan Ignacio Londero          | 6–4, 7–6(7–3), 6–1            |
| Vòng 2 đơn nữ                                     | Serena Williams [8]           | Caty McNally [WC]             | 5–7, 6–3, 6–1                 |
| Trận đấu trên sân Louis Armstrong                 |                               |                               |                               |
| Sự kiện                                           | Thắng                         | Thua                          | Tỷ số                         |
| Vòng 2 đơn nam                                    | Kei Nishikori [7]             | Bradley Klahn                 | 6–2, 4–6, 6–3, 7–5            |
| Vòng 2 đơn nữ                                     | Elina Svitolina [5]           | Venus Williams                | 6−4, 6−4                      |
| Vòng 2 đơn nữ                                     | Madison Keys [10]             | Zhu Lin                       | 6−4, 6−1                      |
| Vòng 2 đơn nữ                                     | Ashleigh Barty [2]            | Lauren Davis                  | 6–2, 7–6(7–2)                 |
| Vòng 2 đơn nam                                    | Dominik Köpfer [Q]            | Reilly Opelka                 | 6–4, 6–4, 7–6(7–2)            |
| Trận đấu tô màu nền là buổi tối                   |                               |                               |                               |
| Trận đấu buổi sáng lúc 11am, buổi tối lúc 7pm EDT |                               |                               |                               |

## Ngày 4 (29 tháng 8)
- Hạt giống bị loại:
  - Đơn nam:  Lucas Pouille [25],  Dušan Lajović [27],  Benoît Paire [29],  Cristian Garín [31],  Fernando Verdasco [32]
  - Đơn nữ:  Simona Halep [4],  Petra Kvitová [6],  Aryna Sabalenka [9],  Hsieh Su-wei [29]
  - Đôi nam:  Ivan Dodig /  Filip Polášek [11]
  - Đôi nam nữ:  Anna-Lena Grönefeld /  Oliver Marach [7]
- Lịch thi đấu Lưu trữ ngày 30 tháng 8 năm 2019 tại Wayback Machine

| Trận đấu trên sân chính                           | Trận đấu trên sân chính       | Trận đấu trên sân chính            | Trận đấu trên sân chính       |
| Trận đấu trên sân Arthur Ashe                     | Trận đấu trên sân Arthur Ashe | Trận đấu trên sân Arthur Ashe      | Trận đấu trên sân Arthur Ashe |
| Sự kiện                                           | Thắng                         | Thua                               | Tỷ số                         |
| ------------------------------------------------- | ----------------------------- | ---------------------------------- | ----------------------------- |
| Vòng 2 đơn nam                                    | Alexander Zverev [6]          | Frances Tiafoe                     | 6–3, 3–6, 6–2, 2–6, 6–3       |
| Vòng 2 đơn nữ                                     | Taylor Townsend [Q]           | Simona Halep [4]                   | 2–6, 6–3, 7–6(7–4)            |
| Vòng 2 đơn nữ                                     | Caroline Wozniacki [19]       | Danielle Collins                   | 4–6, 6–3, 6–4                 |
| Vòng 2 đơn nam                                    | Marin Čilić [22]              | Cedrik-Marcel Stebe [PR]           | 4–6, 6–3, 7–5, 6–3            |
| Trận đấu trên sân Louis Armstrong                 |                               |                                    |                               |
| Sự kiện                                           | Thắng                         | Thua                               | Tỷ số                         |
| Vòng 2 đơn nữ                                     | Andrea Petkovic               | Petra Kvitová [6]                  | 6–4, 6–4                      |
| Vòng 2 đơn nữ                                     | Naomi Osaka [1]               | Magda Linette                      | 6–2, 6–4                      |
| Vòng 2 đơn nam                                    | John Isner [14]               | Jan-Lennard Struff                 | 6–3, 7–6(7–4), 7–6(7–5)       |
| Vòng 2 đơn nữ                                     | Cori Gauff [WC]               | Tímea Babos [Q]                    | 6–2, 4–6, 6–4                 |
| Vòng 1 đôi nam                                    | Jack Sock Jackson Withrow     | Ivan Dodig [11] Filip Polášek [11] | 6−4, 7−6(7−2)                 |
| Trận đấu trên sân Grandstand                      |                               |                                    |                               |
| Sự kiện                                           | Thắng                         | Thua                               | Tỷ số                         |
| Vòng 2 đơn nữ                                     | Sofia Kenin [20]              | Laura Siegemund                    | 7–6(7–4), 6–0                 |
| Vòng 2 đơn nam                                    | Daniil Medvedev [5]           | Hugo Dellien                       | 6–3, 7–5, 5–7, 6–3            |
| Vòng 2 đơn nữ                                     | Jeļena Ostapenko              | Alison Riske                       | 6–4, 6–3                      |
| Vòng 2 đơn nam                                    | Nick Kyrgios [28]             | Antoine Hoang [WC]                 | 6–4, 6–2, 6–4                 |
| Trận đấu tô màu nền là buổi tối                   |                               |                                    |                               |
| Trận đấu buổi sáng lúc 11am, buổi tối lúc 7pm EDT |                               |                                    |                               |

## Ngày 5 (30 tháng 8)
- Hạt giống bị loại:
  - Đơn nam:  Kei Nishikori [7],  Nikoloz Basilashvili [17]
  - Đơn nữ:  Anastasija Sevastova [12],  Sofia Kenin [20],  Maria Sakkari [30],  Dayana Yastremska [32],  Zhang Shuai [33]
  - Đôi nam:  Pierre-Hugues Herbert /  Nicolas Mahut [4],  Jean-Julien Rojer /  Horia Tecău [5]
  - Đôi nữ:  Samantha Stosur /  Zhang Shuai [6],  Lucie Hradecká /  Andreja Klepač [10],  Kirsten Flipkens /  Johanna Larsson [11],  Darija Jurak /  María José Martínez Sánchez [13],  Veronika Kudermetova /  Galina Voskoboeva [15],  Raquel Atawo /  Asia Muhammad [16]
- Lịch thi đấu Lưu trữ ngày 1 tháng 9 năm 2019 tại Wayback Machine

| Trận đấu trên sân chính                           | Trận đấu trên sân chính       | Trận đấu trên sân chính       | Trận đấu trên sân chính       |
| Trận đấu trên sân Arthur Ashe                     | Trận đấu trên sân Arthur Ashe | Trận đấu trên sân Arthur Ashe | Trận đấu trên sân Arthur Ashe |
| Sự kiện                                           | Thắng                         | Thua                          | Tỷ số                         |
| ------------------------------------------------- | ----------------------------- | ----------------------------- | ----------------------------- |
| Vòng 3 đơn nam                                    | Roger Federer [3]             | Dan Evans                     | 6–2, 6–2, 6–1                 |
| Vòng 3 đơn nữ                                     | Serena Williams [8]           | Karolína Muchová              | 6–3, 6–2                      |
| Vòng 1 đôi nam                                    | Marius Copil Nick Kyrgios     | Marcus Daniell Ken Skupski    | 6−7(5−7), 7−5, 7−6(7−1)       |
| Vòng 3 đơn nữ                                     | Madison Keys [10]             | Sofia Kenin [20]              | 6−3, 7−5                      |
| Vòng 3 đơn nam                                    | Novak Djokovic [1]            | Denis Kudla                   | 6–3, 6–4, 6–2                 |
| Trận đấu trên sân Louis Armstrong                 |                               |                               |                               |
| Sự kiện                                           | Thắng                         | Thua                          | Tỷ số                         |
| Vòng 3 đơn nữ                                     | Karolína Plíšková [3]         | Ons Jabeur                    | 6–1, 4–6, 6–4                 |
| Vòng 3 đơn nữ                                     | Ashleigh Barty [2]            | Maria Sakkari [30]            | 7–5, 6–3                      |
| Vòng 3 đơn nam                                    | Stan Wawrinka [23]            | Paolo Lorenzi [LL]            | 6−4, 7−6(11−9), 7−6(7−4)      |
| Vòng 3 đơn nữ                                     | Elina Svitolina [5]           | Dayana Yastremska [32]        | 6−2, 6−0                      |
| Vòng 3 đơn nam                                    | Daniil Medvedev [5]           | Feliciano López               | 7–6(7–1), 4–6, 7–6(9–7), 6–4  |
| Trận đấu trên sân Grandstand                      |                               |                               |                               |
| Sự kiện                                           | Thắng                         | Thua                          | Tỷ số                         |
| Vòng 3 đơn nam                                    | Alex de Minaur                | Kei Nishikori [7]             | 6−2, 6−4, 2−6, 6−3            |
| Vòng 3 đơn nữ                                     | Johanna Konta [16]            | Zhang Shuai [33]              | 6–2, 6–3                      |
| Vòng 3 đơn nữ                                     | Wang Qiang [18]               | Fiona Ferro                   | 7–6(7–1), 6–3                 |
| Vòng 3 đơn nam                                    | Dominik Köpfer [Q]            | Nikoloz Basilashvili [17]     | 6–3, 7–6(7–1), 4–6, 6–1       |
| Trận đấu tô màu nền là buổi tối                   |                               |                               |                               |
| Trận đấu buổi sáng lúc 11am, buổi tối lúc 7pm EDT |                               |                               |                               |

## Ngày 6 (31 tháng 8)
- Hạt giống bị loại:
  - Đơn nam:  John Isner [14],  Nick Kyrgios [28]
  - Đơn nữ:  Kiki Bertens [7],  Caroline Wozniacki [19],  Anett Kontaveit [21]
  - Đôi nam:  Raven Klaasen /  Michael Venus [3],  Mate Pavić /  Bruno Soares [6],  Nikola Mektić /  Franko Škugor [9],  Henri Kontinen /  John Peers [14]
  - Đôi nữ:  Anna-Lena Grönefeld /  Demi Schuurs [5]
- Lịch thi đấu Lưu trữ ngày 1 tháng 9 năm 2019 tại Wayback Machine

| Trận đấu trên sân chính                           | Trận đấu trên sân chính       | Trận đấu trên sân chính                   | Trận đấu trên sân chính                |
| Trận đấu trên sân Arthur Ashe                     | Trận đấu trên sân Arthur Ashe | Trận đấu trên sân Arthur Ashe             | Trận đấu trên sân Arthur Ashe          |
| Sự kiện                                           | Thắng                         | Thua                                      | Tỷ số                                  |
| ------------------------------------------------- | ----------------------------- | ----------------------------------------- | -------------------------------------- |
| Vòng 3 đơn nữ                                     | Bianca Andreescu [15]         | Caroline Wozniacki [19]                   | 6–4, 6–4                               |
| Vòng 3 đơn nam                                    | Rafael Nadal [2]              | Chung Hyeon [Q]                           | 6−3, 6−4, 6−2                          |
| Vòng 3 đơn nữ                                     | Naomi Osaka [1]               | Cori Gauff [WC]                           | 6−3, 6−0                               |
| Vòng 3 đơn nam                                    | Andrey Rublev                 | Nick Kyrgios [28]                         | 7−6(7−5), 7−6(7−5), 6−3                |
| Trận đấu trên sân Louis Armstrong                 |                               |                                           |                                        |
| Sự kiện                                           | Thắng                         | Thua                                      | Tỷ số                                  |
| Vòng 3 đơn nữ                                     | Taylor Townsend [Q]           | Sorana Cîrstea                            | 7–5, 6–2                               |
| Vòng 3 đơn nữ                                     | Julia Görges [26]             | Kiki Bertens [7]                          | 6–2, 6–3                               |
| Vòng 3 đơn nam                                    | Alexander Zverev [6]          | Aljaž Bedene                              | 6−7(4−7), 7−6(7−4), 6−3, 7−6(7−3)      |
| Vòng 3 đơn nam                                    | Gaël Monfils [13]             | Denis Shapovalov                          | 6−7(5−7), 7−6(7−4), 6−4, 6−7(6−8), 6−3 |
| Vòng 2 đôi nam                                    | Bob Bryan [7] Mike Bryan [7]  | Roberto Carballés Baena Federico Delbonis | 4–6, 7–5, 6–3                          |
| Trận đấu trên sân Grandstand                      |                               |                                           |                                        |
| Sự kiện                                           | Thắng                         | Thua                                      | Tỷ số                                  |
| Vòng 3 đơn nữ                                     | Elise Mertens [25]            | Andrea Petkovic                           | 6–3, 6–3                               |
| Vòng 3 đơn nữ                                     | Kristie Ahn [WC]              | Jeļena Ostapenko                          | 6−3, 7−5                               |
| Vòng 3 đơn nam                                    | Marin Čilić [22]              | John Isner [14]                           | 5−7, 6−3, 7−6(8−6), 6−4                |
| Vòng 3 đơn nam                                    | Diego Schwartzman [20]        | Tennys Sandgren                           | 6−4, 6−1, 6−3                          |
| Trận đấu tô màu nền là buổi tối                   |                               |                                           |                                        |
| Trận đấu buổi sáng lúc 11am, buổi tối lúc 7pm EDT |                               |                                           |                                        |

## Ngày 7 (1 tháng 9)
- Hạt giống bị loại:
  - Đơn nam:  Novak Djokovic [1],  David Goffin [15]
  - Đơn nữ:  Ashleigh Barty [2],  Karolína Plíšková [3],  Madison Keys [10],  Petra Martić [22]
  - Đôi nam:  Łukasz Kubot /  Marcelo Melo [2],  Rajeev Ram /  Joe Salisbury [10]
  - Đôi nữ:  Chan Hao-ching /  Latisha Chan [7],  Nicole Melichar /  Květa Peschke [9]
  - Đôi nam nữ:  Nicole Melichar /  Bruno Soares [5]
- Lịch thi đấu Lưu trữ ngày 2 tháng 9 năm 2019 tại Wayback Machine

| Trận đấu trên sân chính                           | Trận đấu trên sân chính                    | Trận đấu trên sân chính               | Trận đấu trên sân chính       |
| Trận đấu trên sân Arthur Ashe                     | Trận đấu trên sân Arthur Ashe              | Trận đấu trên sân Arthur Ashe         | Trận đấu trên sân Arthur Ashe |
| Sự kiện                                           | Thắng                                      | Thua                                  | Tỷ số                         |
| ------------------------------------------------- | ------------------------------------------ | ------------------------------------- | ----------------------------- |
| Vòng 4 đơn nam                                    | Roger Federer [3]                          | David Goffin [15]                     | 6−2, 6−2, 6−0                 |
| Vòng 4 đơn nữ                                     | Serena Williams [8]                        | Petra Martić [22]                     | 6−3, 6−4                      |
| Vòng 4 đơn nữ                                     | Elina Svitolina [5]                        | Madison Keys [10]                     | 7–5, 6–4                      |
| Vòng 4 đơn nam                                    | Stan Wawrinka [23]                         | Novak Djokovic [1]                    | 6–4, 7–5, 2–1, ret.           |
| Trận đấu trên sân Louis Armstrong                 |                                            |                                       |                               |
| Sự kiện                                           | Thắng                                      | Thua                                  | Tỷ số                         |
| Vòng 4 đơn nữ                                     | Wang Qiang [18]                            | Ashleigh Barty [2]                    | 6−4, 6−2                      |
| Vòng 4 đơn nữ                                     | Johanna Konta [16]                         | Karolína Plíšková [3]                 | 6−7(1−7), 6−3, 7−5            |
| Vòng 2 đôi nữ                                     | Cori Gauff [WC] Caty McNally [WC]          | Nicole Melichar [9] Květa Peschke [9] | 6−3, 7−6(11−9)                |
| Vòng 4 đơn nam                                    | Daniil Medvedev [5]                        | Dominik Köpfer [Q]                    | 3−6, 6−3, 6−2, 7−6(7−2)       |
| Trận đấu trên sân Grandstand                      |                                            |                                       |                               |
| Sự kiện                                           | Thắng                                      | Thua                                  | Tỷ số                         |
| Vòng 2 đôi nữ                                     | Caroline Dolehide [PR] Vania King [PR]     | Alexa Guarachi Bernarda Pera          | 6−3, 7−6(7−4)                 |
| Vòng 4 đơn nam                                    | Grigor Dimitrov                            | Alex de Minaur                        | 7−5, 6−3, 6−4                 |
| Vòng 2 đôi nữ                                     | Anna Kalinskaya Yulia Putintseva           | Peng Shuai Alicja Rosolska            | 6−2, 5−7, 6−3                 |
| Vòng 2 đôi nam                                    | Marcel Granollers [8] Horacio Zeballos [8] | Rajeev Ram [10] Joe Salisbury [10]    | 6−3, 5−7, 7−6(7−2)            |
| Trận đấu tô màu nền là buổi tối                   |                                            |                                       |                               |
| Trận đấu buổi sáng lúc 11am, buổi tối lúc 7pm EDT |                                            |                                       |                               |

## Ngày 8 (2 tháng 9)
- Hạt giống bị loại:
  - Đơn nam:  Alexander Zverev [6],  Marin Čilić [22]
  - Đơn nữ:  Naomi Osaka [1],  Julia Görges [26]
  - Đôi nam:  Bob Bryan /  Mike Bryan [7],  Robin Haase /  Wesley Koolhof [13]
  - Đôi nữ:  Hsieh Su-wei /  Barbora Strýcová [2]
  - Đôi nam nữ:  Gabriela Dabrowski /  Mate Pavić [2],  Květa Peschke /  Wesley Koolhof [8]
- Lịch thi đấu Lưu trữ ngày 3 tháng 9 năm 2019 tại Wayback Machine

| Trận đấu trên sân chính                           | Trận đấu trên sân chính                      | Trận đấu trên sân chính                      | Trận đấu trên sân chính       |
| Trận đấu trên sân Arthur Ashe                     | Trận đấu trên sân Arthur Ashe                | Trận đấu trên sân Arthur Ashe                | Trận đấu trên sân Arthur Ashe |
| Sự kiện                                           | Thắng                                        | Thua                                         | Tỷ số                         |
| ------------------------------------------------- | -------------------------------------------- | -------------------------------------------- | ----------------------------- |
| Vòng 4 đơn nữ                                     | Belinda Bencic [13]                          | Naomi Osaka [1]                              | 7–5, 6–4                      |
| Vòng 4 đơn nam                                    | Diego Schwartzman [20]                       | Alexander Zverev [6]                         | 3–6, 6–2, 6–4, 6–3            |
| Vòng 4 đơn nam                                    | Marin Čilić [22] vs Rafael Nadal [2]         | Marin Čilić [22] vs Rafael Nadal [2]         |                               |
| Vòng 4 đơn nữ                                     | Taylor Townsend [Q] vs Bianca Andreescu [15] | Taylor Townsend [Q] vs Bianca Andreescu [15] |                               |
| Trận đấu trên sân Louis Armstrong                 |                                              |                                              |                               |
| Sự kiện                                           | Thắng                                        | Thua                                         | Tỷ số                         |
| Vòng 4 đơn nữ                                     | Donna Vekić [23]                             | Julia Görges [26]                            | 6–7(5–7), 7–5, 6–3            |
| Vòng 4 đơn nam                                    | Matteo Berrettini [24]                       | Andrey Rublev                                | 6–1, 6–4, 7–6(8–6)            |
| Vòng 4 đơn nữ                                     | Elise Mertens [25]                           | Kristie Ahn [WC]                             | 6–1, 6–1                      |
| Vòng 4 đơn nam                                    | Gaël Monfils [13]                            | Pablo Andújar                                | 6–1, 6–2, 6–2                 |
| Trận đấu trên sân Grandstand                      |                                              |                                              |                               |
| Sự kiện                                           | Thắng                                        | Thua                                         | Tỷ số                         |
| Vòng 3 đôi nam                                    | Oliver Marach [16] Jürgen Melzer [16]        | Miomir Kecmanović Casper Ruud                | 6–0, 6–3                      |
| Vòng 3 đôi nữ                                     | Victoria Azarenka [8] Ashleigh Barty [8]     | Cori Gauff [WC] Caty McNally [WC]            | 6–0, 6–1                      |
| Vòng 3 đôi nam                                    | Jack Sock Jackson Withrow                    | Bob Bryan [7] Mike Bryan [7]                 | 6–4, 7–5                      |
| Vòng 3 đôi nữ                                     | Lyudmyla Kichenok [14] Jeļena Ostapenko [14] | Hsieh Su-wei [2] Barbora Strýcová [2]        | 6–4, 6–3                      |
| Tứ kết đôi nam nữ                                 | Chan Hao-ching [1] Michael Venus [1]         | Květa Peschke [8] Wesley Koolhof [8]         | 6–3, 7–6(7–0)                 |
| Trận đấu tô màu nền là buổi tối                   |                                              |                                              |                               |
| Trận đấu buổi sáng lúc 11am, buổi tối lúc 7pm EDT |                                              |                                              |                               |

## Ngày 9 (3 tháng 9)
- Hạt giống bị loại:
  - Đơn nam:  Roger Federer [3],  Stan Wawrinka [23]
  - Đơn nữ:  Johanna Konta [16],  Wang Qiang [18]
  - Đôi nam:  Oliver Marach /  Jürgen Melzer [16]
  - Đôi nữ:  Tímea Babos /  Kristina Mladenovic [1],  Duan Yingying /  Zheng Saisai [12]
  - Đôi nam nữ:  Demi Schuurs /  Henri Kontinen [6]
- Lịch thi đấu Lưu trữ ngày 4 tháng 9 năm 2019 tại Wayback Machine

| Trận đấu trên sân chính                           | Trận đấu trên sân chính                    | Trận đấu trên sân chính                        | Trận đấu trên sân chính       |
| Trận đấu trên sân Arthur Ashe                     | Trận đấu trên sân Arthur Ashe              | Trận đấu trên sân Arthur Ashe                  | Trận đấu trên sân Arthur Ashe |
| Sự kiện                                           | Thắng                                      | Thua                                           | Tỷ số                         |
| ------------------------------------------------- | ------------------------------------------ | ---------------------------------------------- | ----------------------------- |
| Tứ kết đơn nữ                                     | Elina Svitolina [5]                        | Johanna Konta [16]                             | 6–4, 6–4                      |
| Tứ kết đơn nam                                    | Daniil Medvedev [5]                        | Stan Wawrinka [23]                             | 7–6(8–6), 6–3, 3–6, 6–1       |
| Tứ kết đơn nữ                                     | Serena Williams [8]                        | Wang Qiang [18]                                | 6–1, 6–0                      |
| Tứ kết đơn nam                                    | Grigor Dimitrov                            | Roger Federer [3]                              | 3–6, 6–4, 3–6, 6–4, 6–2       |
| Trận đấu trên sân Louis Armstrong                 |                                            |                                                |                               |
| Sự kiện                                           | Thắng                                      | Thua                                           | Tỷ số                         |
| Tứ kết đôi nam                                    | Kevin Krawietz [12] Andreas Mies [12]      | Leonardo Mayer João Sousa                      | 7–6(7–4), 6–4                 |
| Tứ kết đôi nữ                                     | Elise Mertens [4] Aryna Sabalenka [4]      | Duan Yingying [12] Zheng Saisai [12]           | 6–4, 6–3                      |
| Tứ kết đôi nam                                    | Marcel Granollers [8] Horacio Zeballos [8] | Oliver Marach [16] Jürgen Melzer [16]          | 7–6(7–4), 6–4                 |
| Tứ kết đôi nữ                                     | Victoria Azarenka [8] Ashleigh Barty [8]   | Tímea Babos [1] Kristina Mladenovic [1]        | 2–6, 7–5, 6–1                 |
| Tứ kết đôi nam nữ                                 | Samantha Stosur [3] Rajeev Ram [3]         | Demi Schuurs [6] Henri Kontinen [6]            | 4–6, 6–4, [14–12]             |
| Trận đấu trên sân Grandstand                      |                                            |                                                |                               |
| Sự kiện                                           | Thắng                                      | Thua                                           | Tỷ số                         |
| Vòng 1 đơn nam trẻ                                | Toby Kodat [6]                             | Olimjon Nabiev                                 | 6–3, 6–1                      |
| Vòng 2 đơn nữ trẻ                                 | Oksana Selekhmeteva                        | Emma Navarro [1]                               | 6–4, 4–6, 6–4                 |
| Vòng 2 đơn nam trẻ                                | Emilio Nava [8]                            | Matteo Arnaldi                                 | 6–7(4–7), 7–5, 7–5            |
| Vòng 1 đôi nữ trẻ                                 | Alexa Noel [1] Diane Parry [1]             | India Houghton [Alt] Carol Young Suh Lee [Alt] | 6–1, 6–4                      |
| Vòng 1 đôi nam trẻ                                | Eliot Spizzirri Tyler Zink                 | Ryuhei Azuma [Alt] Taiyo Yamanaka [Alt]        | 6–3, 6–3                      |
| Trận đấu tô màu nền là buổi tối                   |                                            |                                                |                               |
| Trận đấu buổi sáng lúc 11am, buổi tối lúc 7pm EDT |                                            |                                                |                               |

## Ngày 10 (4 tháng 9)
- Hạt giống bị loại:
  - Đơn nam:  Gaël Monfils [13],  Diego Schwartzman [20]
  - Đơn nữ:  Donna Vekić [23],  Elise Mertens [25]
  - Đôi nữ:  Gabriela Dabrowski /  Xu Yifan [3],  Lyudmyla Kichenok /  Jeļena Ostapenko [14]
  - Đôi nam nữ:  Samantha Stosur /  Rajeev Ram [3],  Latisha Chan /  Ivan Dodig [4]
- Lịch thi đấu Lưu trữ ngày 5 tháng 9 năm 2019 tại Wayback Machine

| Trận đấu trên sân chính                           | Trận đấu trên sân chính                   | Trận đấu trên sân chính                      | Trận đấu trên sân chính       |
| Trận đấu trên sân Arthur Ashe                     | Trận đấu trên sân Arthur Ashe             | Trận đấu trên sân Arthur Ashe                | Trận đấu trên sân Arthur Ashe |
| Sự kiện                                           | Thắng                                     | Thua                                         | Tỷ số                         |
| ------------------------------------------------- | ----------------------------------------- | -------------------------------------------- | ----------------------------- |
| Tứ kết đơn nữ                                     | Belinda Bencic [13]                       | Donna Vekić [23]                             | 7–6(7–5), 6–3                 |
| Tứ kết đơn nam                                    | Matteo Berrettini [24]                    | Gaël Monfils [13]                            | 3–6, 6–3, 6–2, 3–6, 7–6(7–5)  |
| Tứ kết đơn nữ                                     | Bianca Andreescu [15]                     | Elise Mertens [25]                           | 3–6, 6–2, 6–3                 |
| Tứ kết đơn nam                                    | Rafael Nadal [2]                          | Diego Schwartzman [20]                       | 6–4, 7–5, 6–2                 |
| Trận đấu trên sân Louis Armstrong                 |                                           |                                              |                               |
| Sự kiện                                           | Thắng                                     | Thua                                         | Tỷ số                         |
| Tứ kết đôi nữ                                     | Viktória Kužmová Aliaksandra Sasnovich    | Gabriela Dabrowski [3] Xu Yifan [3]          | 2–6, 6–3, 6–3                 |
| Tứ kết đôi nam                                    | Jamie Murray [15] Neal Skupski [15]       | Jack Sock Jackson Withrow                    | 4–6, 6–1, 7–6(7–4)            |
| Tứ kết đôi nữ                                     | Caroline Dolehide [PR] Vania King [PR]    | Lyudmyla Kichenok [14] Jeļena Ostapenko [14] | 7–6(7–2), 6–4                 |
| Tứ kết đôi nam                                    | Juan Sebastián Cabal [1] Robert Farah [1] | Luke Bambridge Ben McLachlan                 | 6–4, 6–4                      |
| Bán kết đôi nam nữ                                | Bethanie Mattek-Sands Jamie Murray [PR]   | Samantha Stosur [3] Rajeev Ram [3]           | 6–3, 6–1                      |
| Bán kết đôi nam nữ                                | Chan Hao-ching Michael Venus [1]          | Latisha Chan Ivan Dodig [4]                  | 7–6(7–3), 7–5                 |
| Trận đấu tô màu nền là buổi tối                   |                                           |                                              |                               |
| Trận đấu buổi sáng lúc 11am, buổi tối lúc 7pm EDT |                                           |                                              |                               |

## Ngày 11 (5 tháng 9)
- Hạt giống bị loại:
  - Đơn nữ:  Elina Svitolina [5],  Belinda Bencic [13]
  - Đôi nam:  Kevin Krawietz /  Andreas Mies [12],  Jamie Murray /  Neal Skupski [15]
- Lịch thi đấu Lưu trữ ngày 6 tháng 9 năm 2019 tại Wayback Machine

| Trận đấu trên sân chính                           | Trận đấu trên sân chính                    | Trận đấu trên sân chính                | Trận đấu trên sân chính       |
| Trận đấu trên sân Arthur Ashe                     | Trận đấu trên sân Arthur Ashe              | Trận đấu trên sân Arthur Ashe          | Trận đấu trên sân Arthur Ashe |
| Sự kiện                                           | Thắng                                      | Thua                                   | Tỷ số                         |
| ------------------------------------------------- | ------------------------------------------ | -------------------------------------- | ----------------------------- |
| Bán kết đôi nữ xe lăn                             | Diede de Groot [1] Aniek van Koot [1]      | Giulia Capocci Yui Kamiji              | 6–2, 7–5                      |
| Bán kết đôi nam xe lăn                            | Gustavo Fernández Shingo Kunieda           | Joachim Gerard [2] Stefan Olsson [2]   | 6–2, 5–7, [10–3]              |
| Bán kết đơn nữ                                    | Serena Williams [8]                        | Elina Svitolina [5]                    | 6–3, 6–1                      |
| Bán kết đơn nữ                                    | Bianca Andreescu [15]                      | Belinda Bencic [13]                    | 7–6(7–3), 7–5                 |
| Trận đấu trên sân Louis Armstrong                 |                                            |                                        |                               |
| Sự kiện                                           | Thắng                                      | Thua                                   | Tỷ số                         |
| Vòng 3 đơn nam trẻ                                | Brandon Nakashima [11]                     | Tristan Schoolkate                     | 6–1, 6–4                      |
| Bán kết đôi nam                                   | Marcel Granollers [8] Horacio Zeballos [8] | Kevin Krawietz [12] Andreas Mies [12]  | 7–6(7–2), 7–6(7–5)            |
| Bán kết đôi nam                                   | Juan Sebastián Cabal [1] Robert Farah [1]  | Jamie Murray [15] Neal Skupski [15]    | 7–6(7–5), 7–6(10–8)           |
| Bán kết đôi nữ                                    | Victoria Azarenka [8] Ashleigh Barty [8]   | Viktória Kužmová Aliaksandra Sasnovich | 6–0, 6–1                      |
| Trận đấu tô màu nền là buổi tối                   |                                            |                                        |                               |
| Trận đấu buổi sáng lúc 12pm, buổi tối lúc 7pm EDT |                                            |                                        |                               |

## Ngày 12 (6 tháng 9)
- Hạt giống bị loại:
  - Đơn nam:  Matteo Berrettini [24]
  - Đôi nam:  Marcel Granollers /  Horacio Zeballos [8]
- Lịch thi đấu Lưu trữ ngày 8 tháng 9 năm 2019 tại Wayback Machine

| Trận đấu trên sân chính                           | Trận đấu trên sân chính                   | Trận đấu trên sân chính                    | Trận đấu trên sân chính       |   |
| Trận đấu trên sân Arthur Ashe                     | Trận đấu trên sân Arthur Ashe             | Trận đấu trên sân Arthur Ashe              | Trận đấu trên sân Arthur Ashe |   |
| Sự kiện                                           | Thắng                                     | Thua                                       | Tỷ số                         |   |
| ------------------------------------------------- | ----------------------------------------- | ------------------------------------------ | ----------------------------- | - |
| Chung kết đôi nam                                 | Juan Sebastián Cabal [1] Robert Farah [1] | Marcel Granollers [8] Horacio Zeballos [8] | 6–4, 7–5                      |   |
| Bán kết đơn nam                                   | Daniil Medvedev [5]                       | Grigor Dimitrov                            | 7–6(7–5), 6–4, 6–3            | - |
| Bán kết đơn nam                                   | Rafael Nadal [2]                          | Matteo Berrettini [24]                     | 7-6(8-6), 6-4, 6-1            |   |
| Trận đấu trên sân Louis Armstrong                 |                                           |                                            |                               |   |
| Sự kiện                                           | Thắng                                     | Thua                                       | Tỷ số                         |   |
| Tứ kết đơn nam xe lăn                             | Gustavo Fernández [1]                     | Stefan Olsson                              | 7–6(7–4), 6–3                 |   |
| Bán kết đôi nữ                                    | Elise Mertens [4] Aryna Sabalenka [4]     | Caroline Dolehide [PR] Vania King [PR]     | 4–6, 6–3, 6–4                 |   |
| Trận đấu tô màu nền là buổi tối                   |                                           |                                            |                               |   |
| Trận đấu buổi sáng lúc 11am, buổi tối lúc 7pm EDT |                                           |                                            |                               |   |

## Ngày 13 (7 tháng 9)
- Hạt giống bị loại:
  - Đơn nữ:  Serena Williams [8]
  - Đôi nam nữ: Chan Hao-ching /  Michael Venus [1]
- Lịch thi đấu Lưu trữ ngày 8 tháng 9 năm 2019 tại Wayback Machine

| Trận đấu trên sân chính           | Trận đấu trên sân chính                      | Trận đấu trên sân chính              | Trận đấu trên sân chính       |
| Trận đấu trên sân Arthur Ashe     | Trận đấu trên sân Arthur Ashe                | Trận đấu trên sân Arthur Ashe        | Trận đấu trên sân Arthur Ashe |
| Sự kiện                           | Thắng                                        | Thua                                 | Tỷ số                         |
| --------------------------------- | -------------------------------------------- | ------------------------------------ | ----------------------------- |
| Chung kết đôi nam nữ              | Bethanie Mattek-Sands [WC] Jamie Murray [WC] | Chan Hao-ching [1] Michael Venus [1] | 6–2, 6–3                      |
| Chung kết đơn nữ                  | Bianca Andreescu [15]                        | Serena Williams [8]                  | 6–3, 7–5                      |
| Trận đấu trên sân Louis Armstrong |                                              |                                      |                               |
| Sự kiện                           | Thắng                                        | Thua                                 | Tỷ số                         |
| Tứ kết đơn nữ xe lăn              | Yui Kamiji [2]                               | Aniek van Koot                       | 6–1, 6–3                      |
| Tứ kết đơn nam trẻ                | Emilio Nava [8/WC] vs Jiří Lehečka           | Emilio Nava [8/WC] vs Jiří Lehečka   |                               |
| Vòng tròn đơn xe lăn quad         | Dylan Alcott vs David Wagner                 | Dylan Alcott vs David Wagner         |                               |
| Trận đấu bắt đầu lúc 12pm EDT     |                                              |                                      |                               |